# Tillandsia 'Wildfire'
Tillandsia 'Wildfire' es un  cultivar híbrido del género Tillandsia perteneciente a la familia  Bromeliaceae.
Es un híbrido creado en el año 1979 con las especies Tillandsia multicaulis × Tillandsia  deppeana.